# Palumbinum
Palumbinum va ser una ciutat al Samni, esmentada per Titus Livi.
És un lloc no identificat que va ser conquerit pel cònsol romà Espuri Carvili Màxim l'any 293 aC el mateix dia que es va presentar davant de les seves muralles. Abans havia conquerit Amiternum i Cominium. Probablement el seu nom és la transcripció llatina del nom samnita de la ciutat, que no es coneix.